# グローリーハンマー
グローリーハンマー（Gloryhammer）は、スコットランドを拠点とするパワーメタル・バンド。
主宰を務めるクリストファー・ボウズの構想を元に立ち上げた、エピック・シンフォニックのスタイルを主体としている。

## 概要

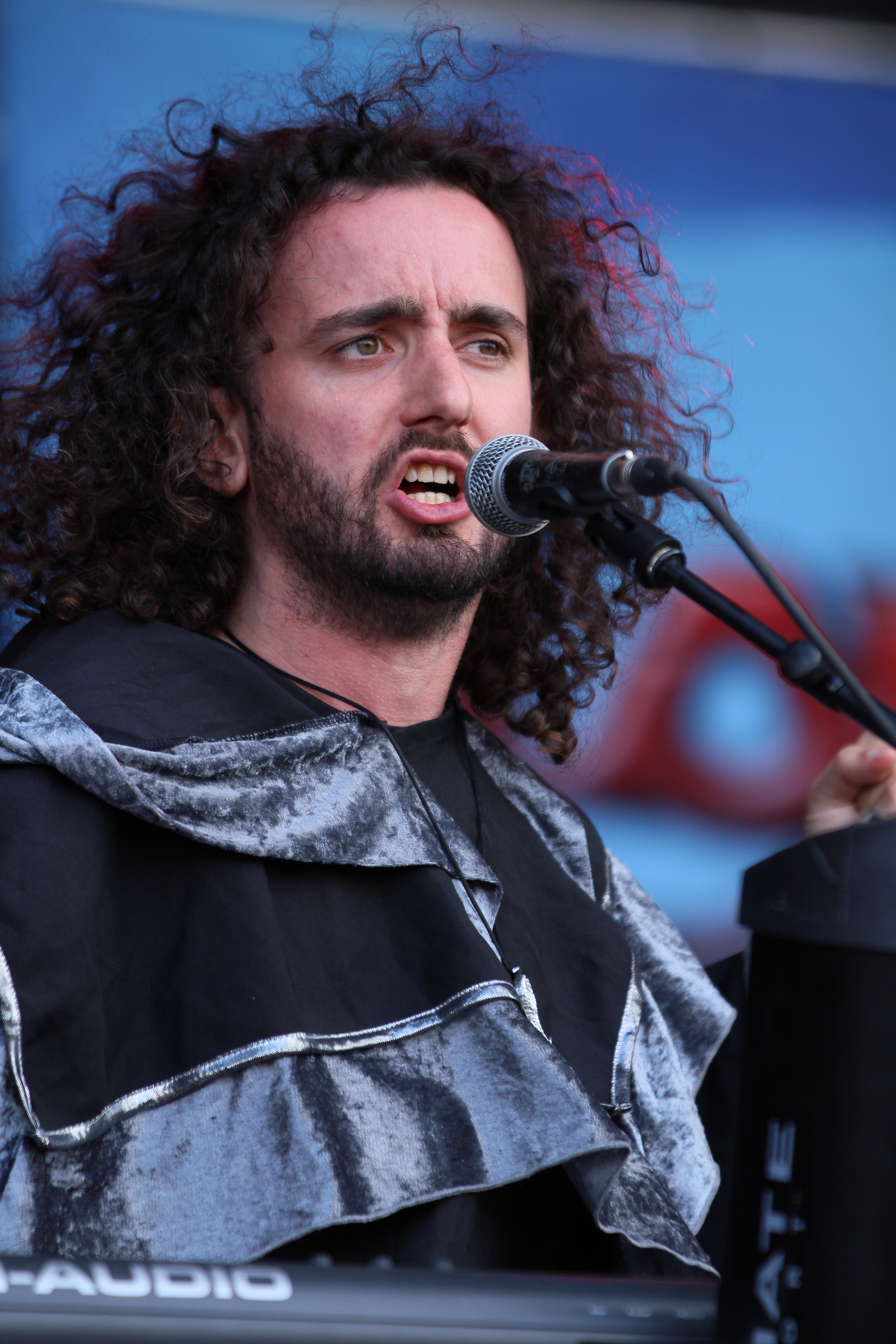
創設者クリストファー・ボウズ (2014年)

2010年、ペイガンメタル/パイレーツ・メタルバンド「エイルストーム」のボーカリスト クリストファー・ボウズを中心に、スコットランドにて「グローリーハンマー」を結成。
当バンドにおいては、クリストファー・ボウズはボーカルではなく作曲およびキーボーディストを務め、ボーカリストにはスイスのヘヴィメタルバンド「エメラルド」(Emerald) でボーカルを務めていたトーマス・ウィンクラーが起用されている。
2013年3月に、エイルストームと同じナパーム・レコードから1stアルバムである『Tales from the Kingdom of Fife』をリリース。本作は西暦992年のスコットランドを舞台としており、「ファイフ王国 (Kingdom of Fife)」の首都ダンディーの貴公子で、ファイフ王国の後継者である「アンガス・マクファイフ」(Angus McFife)が、伝説の武器である「ハンマー・オブ・グローリー」(Hammer of Glory)を手に入れ、王国を侵略した暗黒魔術師「ザーゴスラックス」(Zargothrax)と戦い封印する、という一連のストーリーに沿った楽曲・歌詞構成となっており、バンドメンバー自身がこのストーリーの登場人物に扮している (トーマス・ウィンクラーが主人公の"アンガス・マクファイフ"、クリストファー・ボウズが悪役である"ザーゴスラックス"に、というように)。この扮装はPVの中だけではなく、ライブ時にも甲冑やローブを身にまとって演奏するというように徹底したものである。
2015年9月にリリースした2ndアルバム『Space 1992: Rise of the Chaos Wizards』は、前作の1000年後にあたる1992年になって、「ザーゴスラックス」の復活を企む「混沌の魔術師達の教団」(cult of unholy chaos wizards) が蜂起し、これを阻止するため第一作の主人公であるアンガス・マクファイフの末裔である「アンガス・マクファイフ 13世」(Angus McFife XIII)が「アストラルハンマー」(Astral Hammer)を手に、宇宙空間を舞台に対決するという内容となっており、第一作のPVにおいてトーマス・ウィンクラー扮するアンガス・マクファイフが装備していた緑色の甲冑は、本作のPVでは近未来的な緑色のパワードスーツのような鎧にバージョンアップされている。
2019年、3rdアルバム『Legends from Beyond the Galactic Terrorvortex』をリリース。
2021年8月、ボーカリストのウィンクラーが脱退。バンド側は、新しいボーカリストを起用して今後のツアーを行う計画である旨を述べているが、脱退発表時点で後任は発表されなかった。
2021年12月、新しいボーカリストとしてソゾズ・ミカエル（Sozos Michael）が加入した。2022年4月28日にミカエルをリードシンガーに迎えた最初のシングル曲として『Fly Away』を発表。
2023年3月14日、4thアルバム『Return to the Kingdom of Fife』を6月2日にリリース予定と発表。2023年4月7日、アルバムからのファーストシングル曲として『Keeper of the Celestial Flame of Abernethy』をリリース。

## メンバー

### 現メンバー
- ソゾズ・ミカエル (Sozos Michael) - ボーカル (2021- )
トーマス・ウィンクラーの後を引き継ぎ、アンガス・マクファイフとクレジットされる。
- クリストファー・ボウズ（オランダ語版） (Christopher Bowes) - キーボード (2010- )
「ダンディーの暗黒皇帝、ザーゴスラックス」（英語: Zargothrax, Dark Emperor of Dundee）とクレジットされる[16]。
- ポール・テンプリング (Paul Templing) - ギター (2010- )
「クレイルの死の騎士団のグランドマスター、セル・プロレティウス」（英語: Ser Proletius, Grand Master of the Deathknights of Crail）とクレジットされる[16]。
- ジェームス・カートライト (James Cartwright) - ベース (2010- )
「アンストの星の半神、フーツマン」（英語: The Hootsman, Astral Demigod of Unst）とクレジットされる[16]。
- ベン・ターク (Ben Turk) - ドラムス (2010- )
「カウデンビースの謎の潜水艦の司令官、ララソール」（英語: Ralathor, the Mysterious Submarine Commander of Cowdenbeath）とクレジットされる[16]。

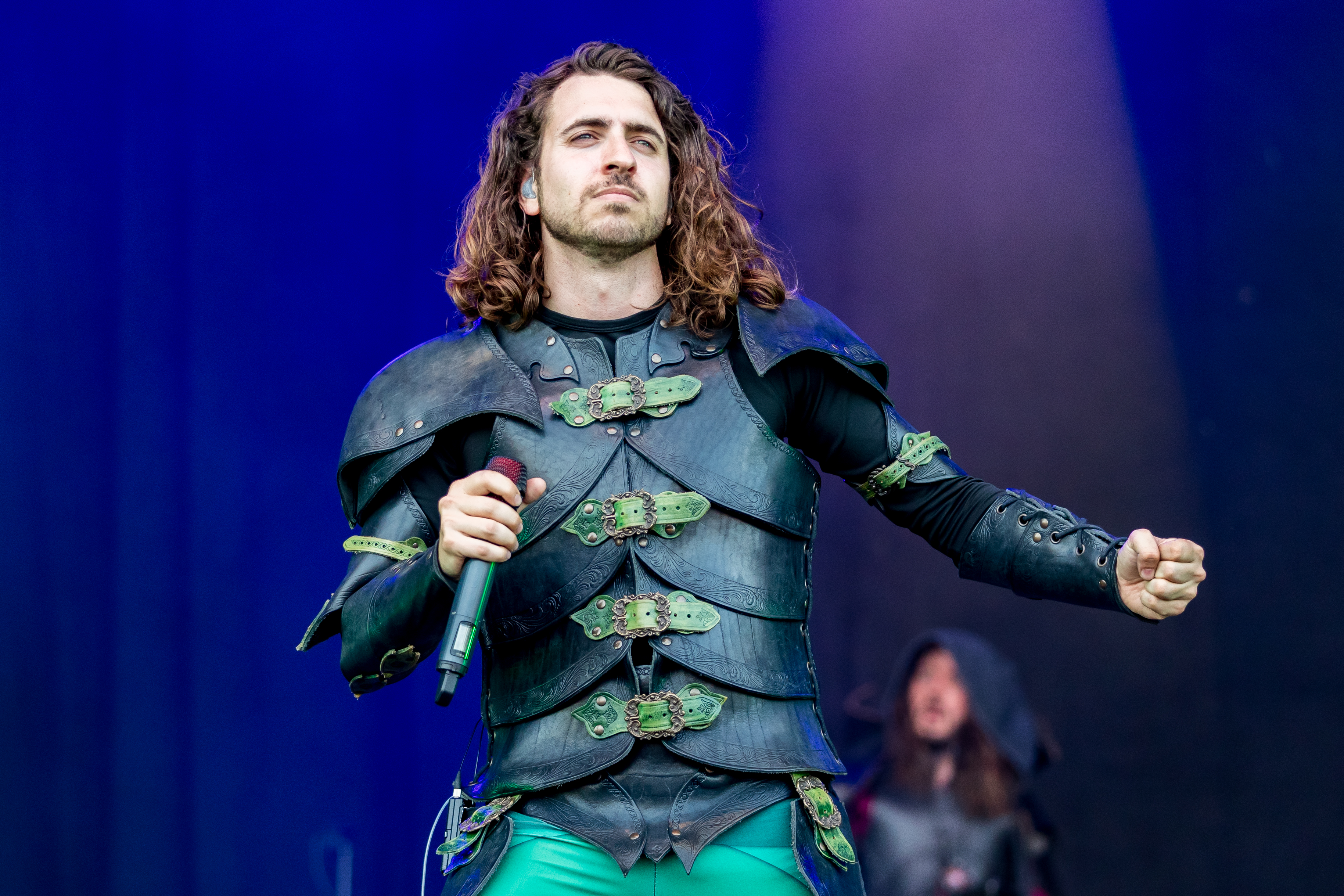
ソゾズ・ミカエル(Vo) 2022年
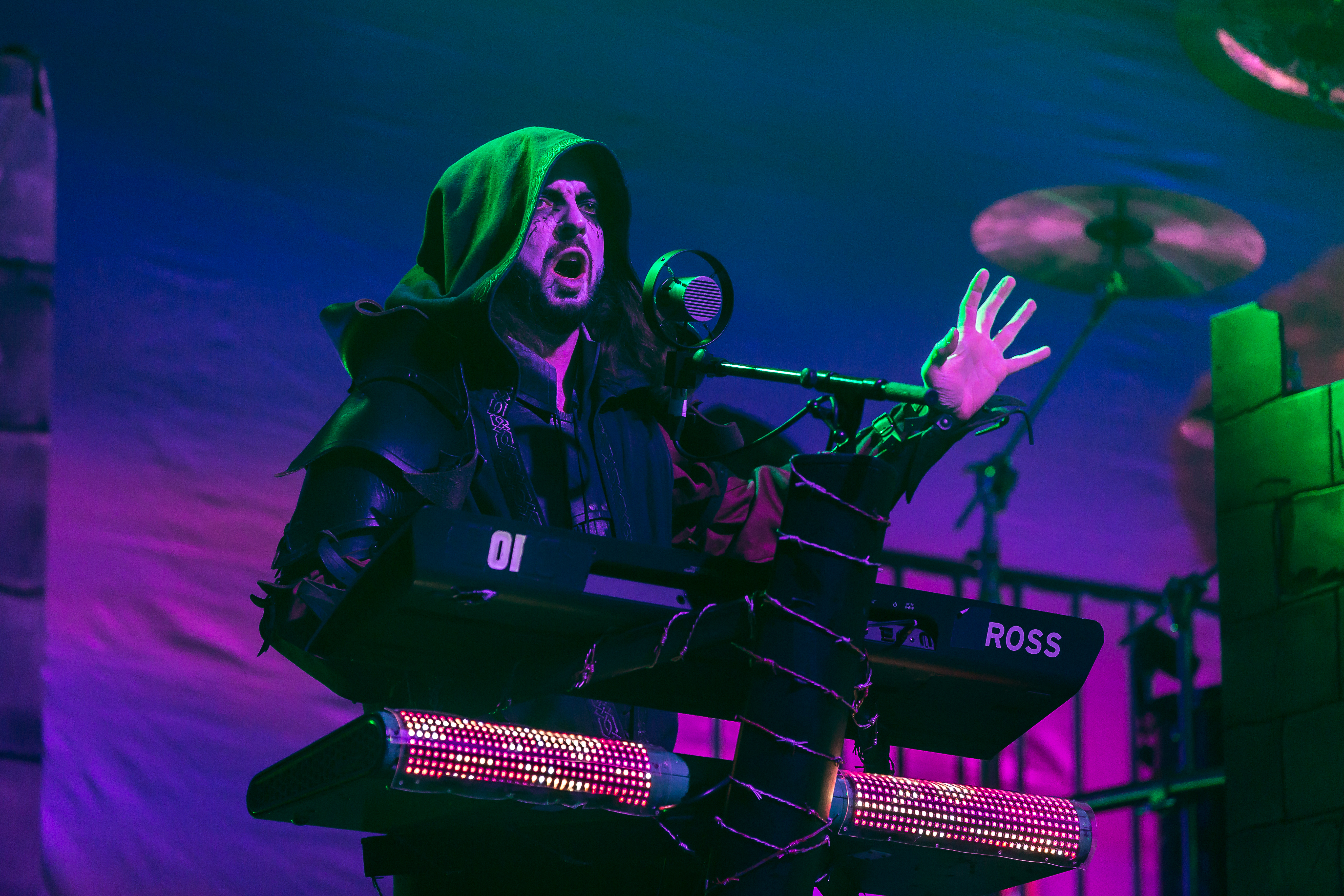
クリストファー・ボウズ(Key) 2024年
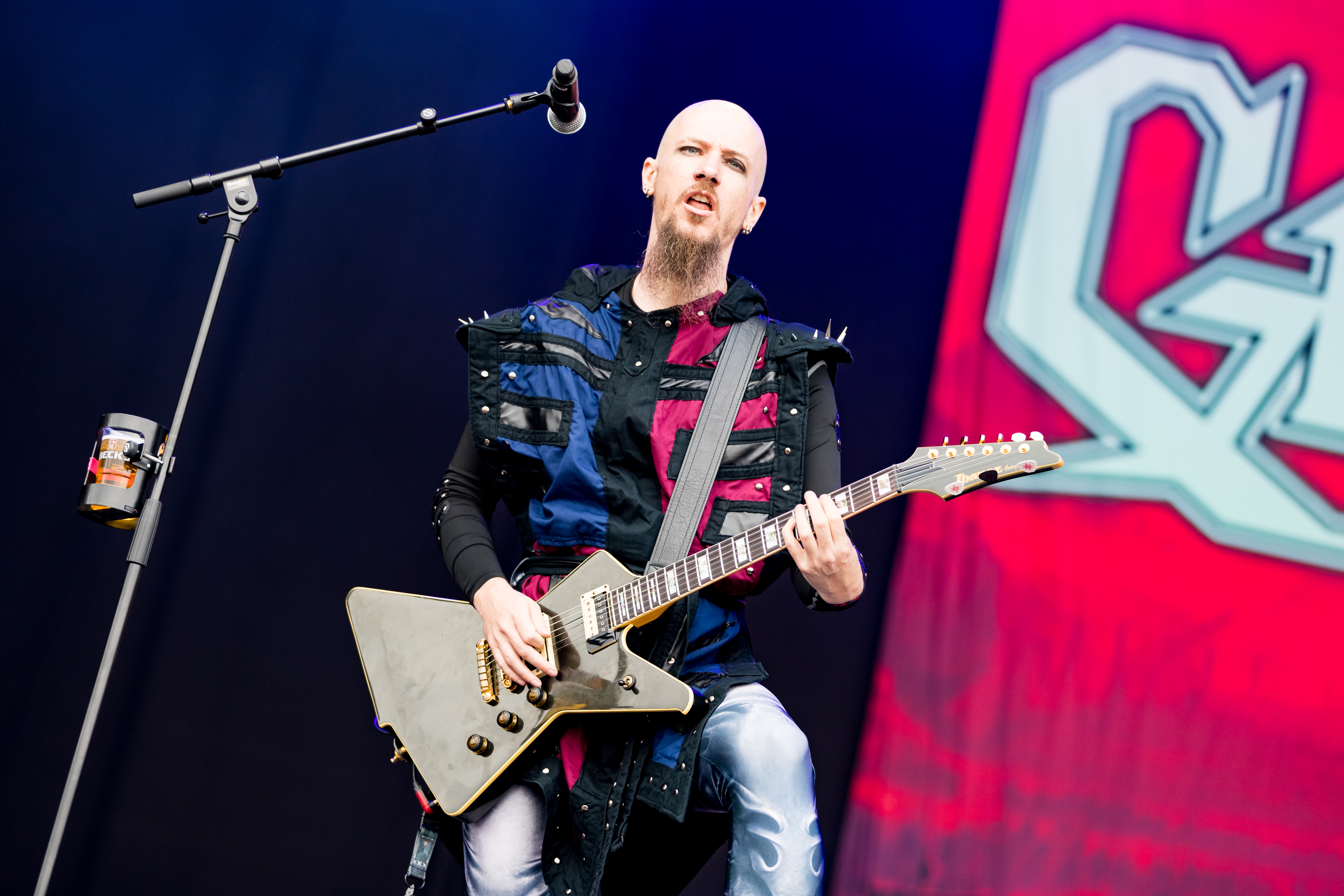
ポール・テンプリング(G) 2019年
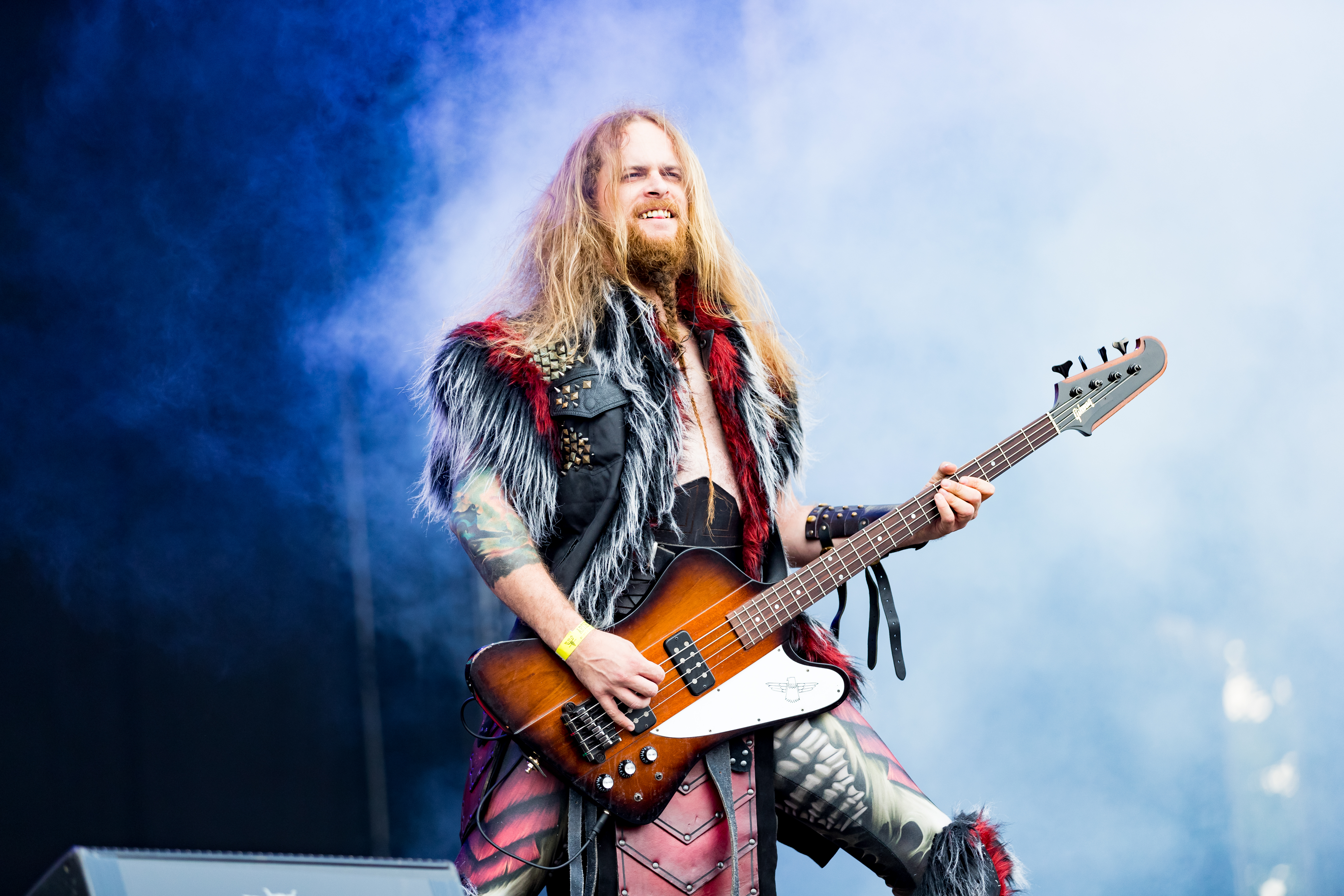
ジェームス・カートライト(B) 2019年
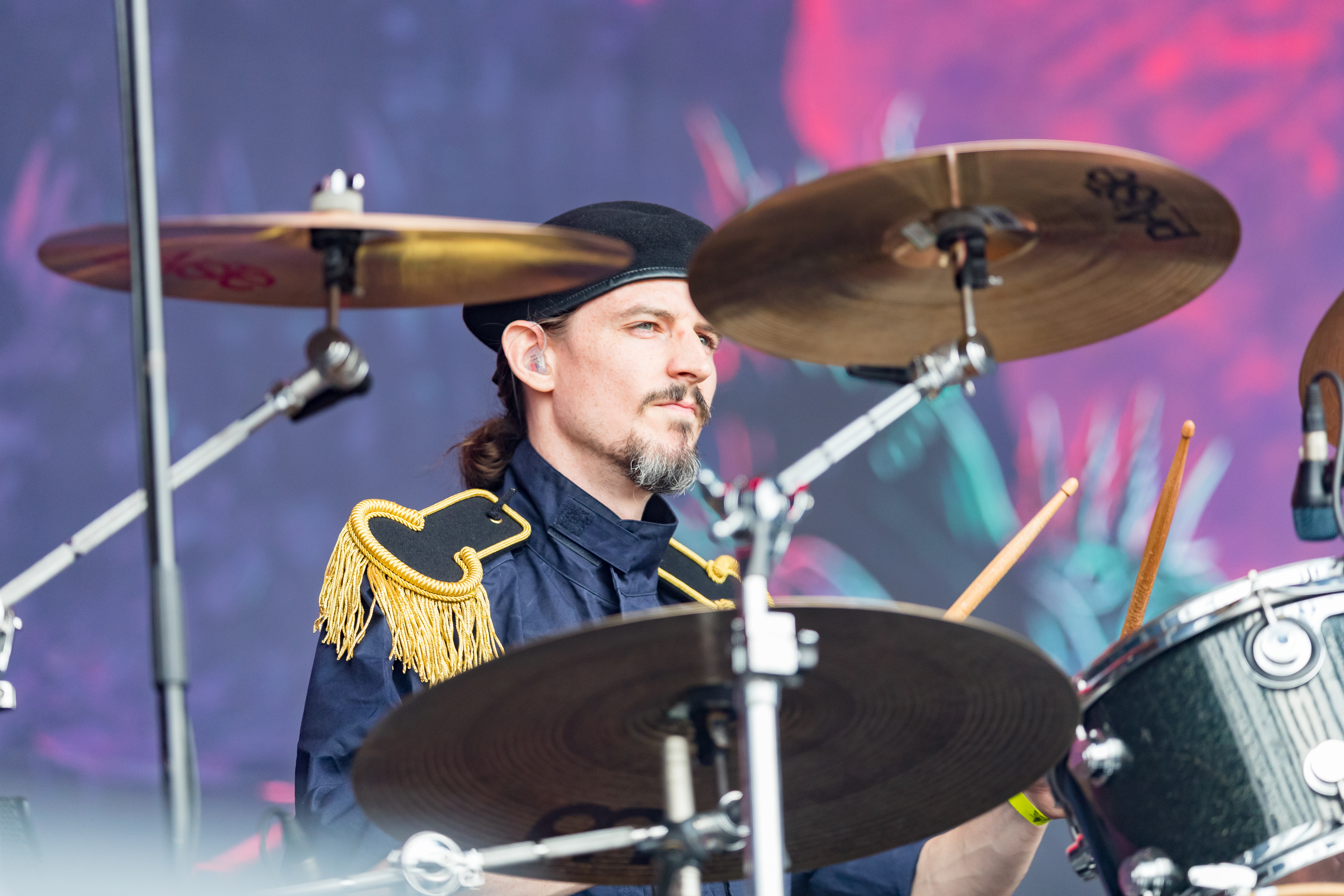
ベン・ターク(Ds) 2019年

### 旧メンバー
- トーマス・ウィンクラー（英語版） (Thomas Winkler) - ボーカル (2011-2021)
「ファイフの皇太子、アンガス・マクファイフ13世」（英語: Angus McFife XIII, Crown Prince of Fife）とクレジットされていた[16]。
グローリーハンマー脱退後の2022年7月4日、新バンドとして『アンガス・マクシックス』（Angus McSix）を立ち上げた[17]。2023年1月にアンガス・マクシックスのファーストシングルとして『Master of the Universe』をリリースし、1stアルバム『Angus McSix and the Sword of Power』を2023年4月21日リリース予定と発表した[18][19]。『Master of the Universe』のPVでは、傷つき倒れていたウィンクラーが起き上がり、壊れたハンマーを投げ捨てて聖剣を引き抜くというシーンが描かれている。

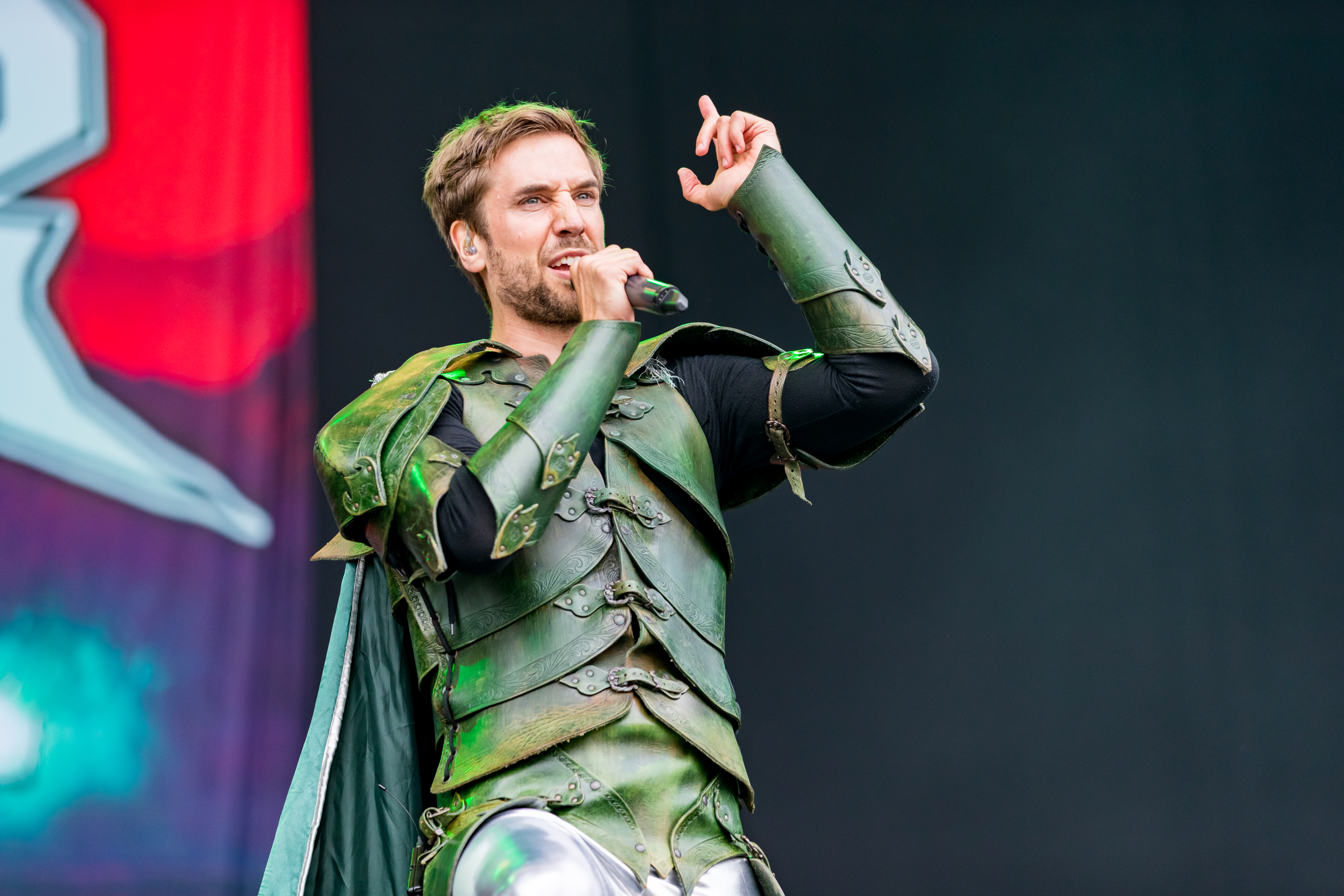
トーマス・ウィンクラー(Vo) 2019年

## ディスコグラフィ

### アルバム
- Tales from the Kingdom of Fife（2013年）
- Space 1992: Rise of the Chaos Wizards（2015年）
- Legends from Beyond the Galactic Terrorvortex - レジェンズ・フロム・ビヨンド・ザ・ギャラクティック・テラーヴォルテクス（2019年）
- Return to the Kingdom of Fife（2023年）